# Răpirea (film din 2011)
Răpirea (titlu original: Abduction) este un film american din anul 2011, regizat de John Singleton, produs de Roy Lee și Ellen Goldsmith-Vein și scris de Shawn Christensen. Rolurile au fost interpretate de actorii Taylor Lautner, Lily Collins, Alfred Molina, Jason Isaacs, Maria Bello, și Sigourney Weaver

## Distribuție
- Taylor Lautner în rolul lui Nathan Harper / Steven Price
- Lily Collins în rolul lui Karen Murphy
- Alfred Molina în rolul lui Frank Burton
- Jason Isaacs în rolul lui Kevin Harper
- Maria Bello în rolul lui Mara Harper
- Sigourney Weaver în rolul lui Dr. Geraldine "Geri" Bennett
- Michael Nyqvist în rolul lui Nikola Kozlow
- Dermot Mulroney în rolul lui Martin Price
- Nickola Shreli în rolul lui Alec
- Elisabeth Röhm în rolul lui Lorna Price
- Antonique Smith în rolul lui Sandra Burns
- Denzel Whitaker în rolul lui Gilly
- Ilia Volok în rolul lui "Sweater"
- Nich Donalies în rolul lui Cracker Jack Vendor # 1